# Estepa

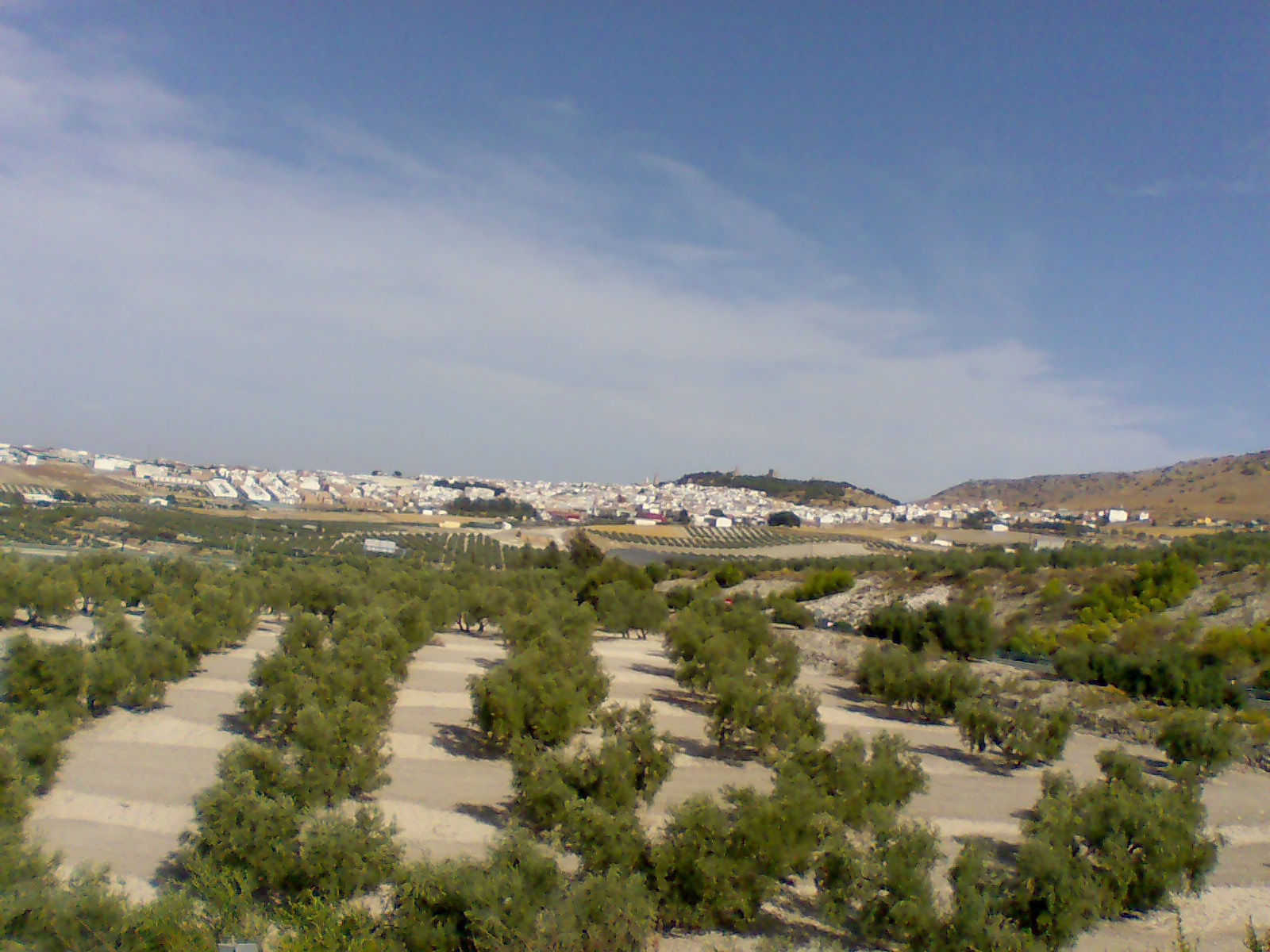

Estepa est une ville située dans la province de Séville de la communauté autonome d’Andalousie en Espagne. C'est le chef-lieu de la comarque de la Sierra sud de Séville.

## Histoire
Nommée Astapa durant l'Antiquité, Estepa fut assiégée par les Romains durant la deuxième guerre punique. Ses habitants se brûlèrent eux-mêmes plutôt que de se rendre.

## Administration
| Période                                  | Période | Identité | Étiquette | Qualité |
| ---------------------------------------- | ------- | -------- | --------- | ------- |
| N/A                                      | N/A     | N/A      | N/A       | Maire   |
| Les données manquantes sont à compléter. |         |          |           |         |

La ville est jumelée avec :
- Bédarieux (France)

## Sources
- (es) Cet article est partiellement ou en totalité issu de l’article de Wikipédia en espagnol intitulé « Estepa » (voir la liste des auteurs).